# Attilly
Attilly is een gemeente in het Franse departement Aisne (regio Hauts-de-France) en telt 401 inwoners (2004). De plaats maakt deel uit van het arrondissement Saint-Quentin.

## Geografie
De oppervlakte van Attilly bedraagt 11,8 km², de bevolkingsdichtheid is 34,0 inwoners per km².

## Demografie
Onderstaande figuur toont het verloop van het inwonertal (bron: INSEE-tellingen).
Vanwege een beveiligingsprobleem met de MediaWiki Graph-software is het momenteel niet mogelijk deze grafiek weer te geven. Zodra de software is bijgewerkt zal de grafiek vanzelf weer zichtbaar worden.